# 테일러 맘슨
테일러 맘슨(Taylor Momsen, 1993년 7월 26일 ~ )은 미국의 가수, 배우, 모델이다. 밴드 더 프리티 렉클리스의 보컬로 활동하고 있으며, CW 텔레비전 시리즈 《가십걸》에서 제니 험프리 역할을 맡았다.

## 출연 작품

### 영화
- 위 워 솔저스

### 드라마
- 가십걸 시즌 5